# 糙叶银莲花
糙叶银莲花（学名：Anemone scabriuscula）是毛茛科银莲花属的植物，是中国的特有植物。分布在中国大陆的云南等地，生长于海拔2,900米的地区，一般生于山地疏林下，目前尚未由人工引种栽培。